# Лиознова, Татьяна Михайловна
Татья́на Миха́йловна Лио́знова (отчество при рождении — Моисеевна; 20 июля 1924, Москва, СССР — 29 сентября 2011, Москва, Россия) — советский кинорежиссёр, сценарист, педагог; народная артистка СССР (1984), лауреат Государственной премии РСФСР имени братьев Васильевых (1976).

## Биография
Родилась 20 июля 1924 года в Москве в еврейской семье. В начале Великой Отечественной войны была эвакуирована в Свердловск с наркоматом чёрной металлургии, в котором её мать работала экономистом; жила с матерью во Втузгородке. Отец, Моисей Александрович, был призван в РККА и пропал без вести в декабре 1941 года.
По окончании средней школы год работала старшей пионервожатой. В 1944 году поступила во ВГИК в режиссёрскую мастерскую Всеволода Пудовкина, однако тот ушёл из института, и мастерскую объединили с мастерской Сергея Герасимова и Тамары Макаровой. В конце первого курса оказалась в списках на отчисление. Поставив с такими же кандидатами на отчисление сценический этюд, перешла на второй курс. На втором курсе поставила спектакль «Кармен». Танец Инны Макаровой из этого спектакля впоследствии вошёл в фильм «Молодая гвардия» (1948) как танец Любки Шевцовой; сама Лиознова работала на этом фильме помощником режиссёра.
В 1949 году по окончании института получила распределение на киностудию имени М. Горького, но тут же была уволена в ходе кампании по «борьбе с безродным космополитизмом». Кроме этого, наступил период малокартинья, и несколько лет вместе с матерью ей пришлось кроить и шить одежду. Работала ассистентом режиссёра у своего учителя Сергея Герасимова на фильме «Освобождённый Китай» (1950).
В 1952 году совместно с Сергеем Герасимовым и Самсоном Самсоновым поставила спектакль по пьесе Хэ Цзинчжи и Дин Ни «Седая девушка» в Театре имени Е. Б. Вахтангова. Совместно с Владимиром Беляевым написала две пьесы; одну — по мотивам китайских народных сказок, вторую — по мотивам корейского фольклора.
В 1953 году её восстановили на киностудии имени М. Горького, где она была вторым режиссёром на фильме Бориса Бунеева «Таинственная находка» (1953) и дебюте Станислава Ростоцкого «Земля и люди» (1955).
В 1957 году приступила к съёмкам своего режиссёрского дебюта «Память сердца» по сценарию Сергея Герасимова и Тамары Макаровой.
В 1962 году вступила в КПСС.
В 1962—1982 годах была художественным руководителем Творческого объединения юношеских фильмов.
В 1963 году вышел художественный фильм «Им покоряется небо», посвящённый погибшим лётчикам-испытателям. В том же году фильм получил первый приз «Золотое крыло» на Международном кинофестивале авиационных и космических фильмов в Довиле (Франция).
В 1967 году вышел фильм «Три тополя на Плющихе»; через год он получил первую премию на Международном кинофестивале в Аргентине «за реальное отображение событий человеческой жизни, за супружескую верность».
«Мне, человеку, у которого отец воевал от звонка до звонка, многое было известно о Второй мировой войне. Но я хорошо знаю, как к этой картине отнеслись в Германии. Из немецких уст было высказано уважение к маленькой черноглазой женщине, которая сумела рассказать честную, суровую правду о войне, выставив врагов не в привычном, водевильном духе, а показав их достойными противниками. Она увидела и отразила на экране сильных, умных завоевателей, замахнувшихся покорить весь мир. И в этом объективном взгляде неоспоримая заслуга Татьяны Лиозновой — выдающегося мастера российского экрана».
В 1973 году завершила 12-серийный телефильм «Семнадцать мгновений весны» по роману Юлиана Семёнова, получивший широкую популярность: его многократно транслировали в течение сорока лет, имена некоторых его персонажей стали частью поп-культуры, будучи воспроизведёнными в многочисленных иронических образах и анекдотах, как лояльных, так и «антисоветских». За эту картину Лиознова была награждена орденом Октябрьской революции. По свидетельству Микаэла Таривердиева, режиссёр хотела вставить себя в титры кинофильма и в качестве сценариста, поскольку существенно адаптировала и изменила авторский сценарий для съёмок. Однако этому решительно воспротивился сам Юлиан Семёнов, в итоге спор двух творческих личностей разрешил их общий близкий друг, композитор картины Таривердиев, сказав Лиозновой: «Таня, ты не права». Режиссёр восприняла это с яростью, однако вынуждена была согласиться, после чего её отношения с Юлианом Семёновым и Микаэлом Таривердиевым были испорчены на многие годы. Позже режиссёр также объяснила, почему так называется фильм:
Я решила, что рассмотрю семнадцать дней на фоне происходящей весной сорок пятого борьбы, в рамках которых расскажу пусть о мгновеньях, пусть о часах, пусть о событиях в жизни Исаева.
С 1975 по 1980 год совместно с Львом Кулиджановым руководила режиссёрско-актёрской мастерской во ВГИКе.
В 1980 году сняла двухсерийный телефильм «Мы, нижеподписавшиеся» в жанре социальной драмы. В совершенно ином жанре — комедийного мюзикла — была выполнена её следующая картина «Карнавал» (1981) на основе рассказа Анны Родионовой. Песня из фильма «Позвони мне, позвони» Роберта Рождественского и Максима Дунаевского стала хитом.
Последней режиссёрской работой стал трёхсерийный антиамериканский телефильм «Конец света с последующим симпозиумом» (1986) по пьесе Артура Копита, однако из-за начавшихся перемен в стране он был показан всего лишь раз в начале марта 1987 года.
Была членом Союза кинематографистов Российской Федерации.
Скончалась 29 сентября 2011 года в Москве на 88-м году жизни после продолжительной болезни. Тело было кремировано, а урна с прахом захоронена на девятый день в могиле её матери на Донском кладбище.

#### Семья
Отец — Моисей Александрович (Аронович) Лиознов (1894—1941), инженер-экономист, родом из еврейской земледельческой колонии Весёлое Херсонской губернии, вырос в Мелитополе; во время Первой мировой войны служил ефрейтором в 52-м пехотном Виленском полку, был ранен (1914). Пропал без вести в декабре 1941 года, воюя в ополчении во время Великой Отечественной войны.
Мать — Ида Израилевна Лиознова (1899—1978), родом из Корюковки Сосницкого уезда Черниговской губернии, как и муж выросла в Мелитополе. Согласно эвакуационным документам военного времени, до войны работала экономистом в главном управлении материально-технического снабжения (Главснабе) Народного комиссариата чёрной металлургии (НКЧМ) в Москве и продолжала работать в этом наркомате после его эвакуации в Свердловск. Потеряла мужа и трёх братьев во время войны. Лиознова всю жизнь прожила с матерью и впоследствии называла фильм «Карнавал» (1981) «самой личностной моей картиной»:
Это отношения с матерью мои. Тяга её к отцу и то, как они друг друга любят. Там есть два куска, где они вместе хохочут — я это очень дорого ценю, что я это придумала, что они захохотали тут. Радостно оба хохотали — это, наверное, то, чего мне не хватало в жизни. Я была лишена общения в семье: мужчин всех поубивали, остались одни бабы.

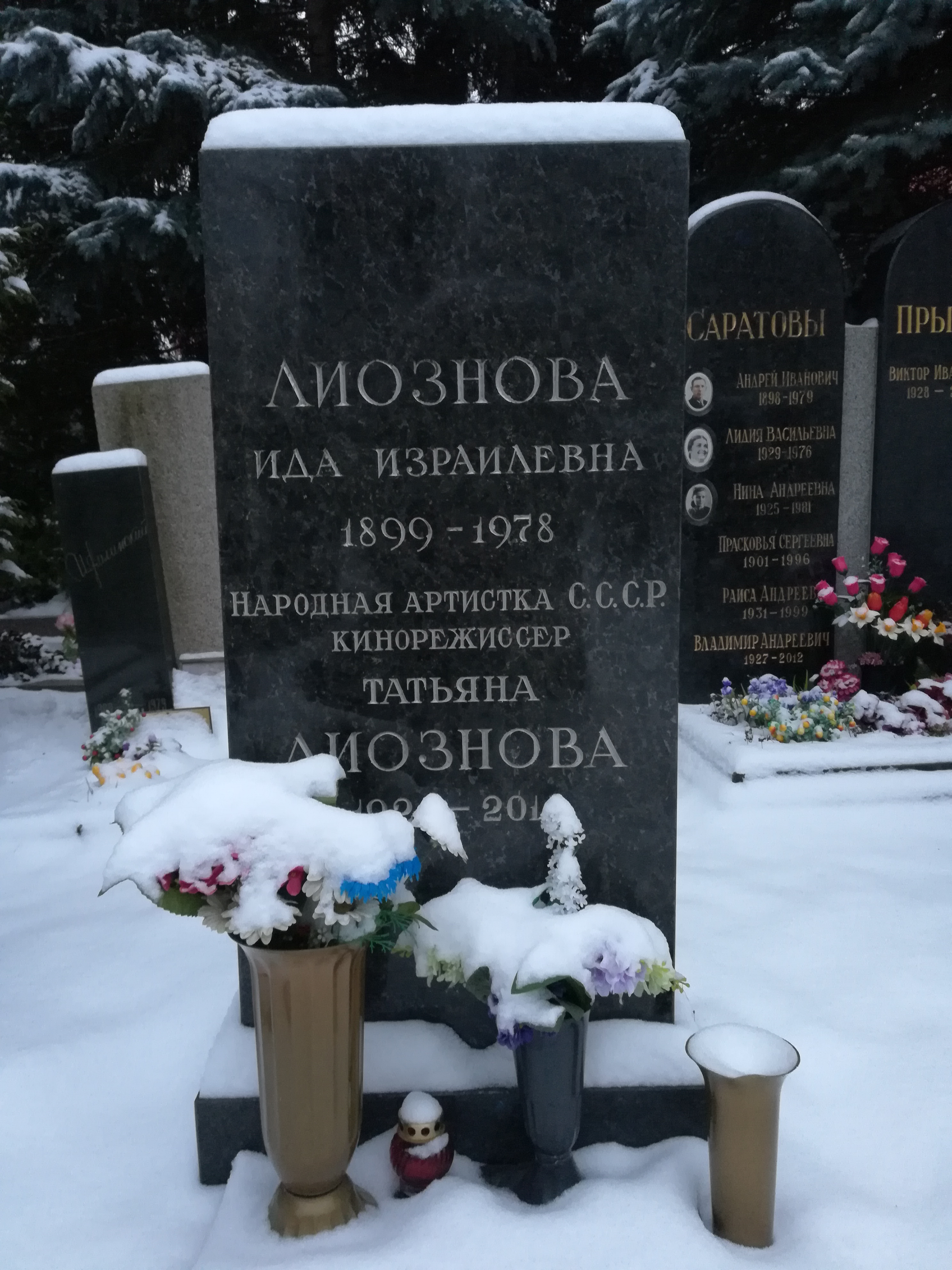
Могила на Донском кладбище

Когда Лиознова после окончания ВГИКа какое-то время писала в «Литературную газету», за ней пытался ухаживать главный редактор Константин Симонов. В разное время состояла в отношениях с режиссёром Станиславом Ростоцким, актёром Арчилом Гомиашвили и заместителем председателя Совета министров СССР Владимиром Кириллиным.
Замужем не была, своих детей не имела, но у неё осталась приёмная (названная) дочь Людмила Лисина — дочь лётчика Василия Колошенко, близкого друга Лиозновой.

#### Взгляды
Была членом Антисионистского комитета советской общественности (АКСО) с момента основания и вплоть до роспуска в 1992 году.
Резко отрицательно высказывалась о распаде СССР. Потерю Советским Союзом своей власти и силы назвала самой большой болью своей души.

## Творчество

#### Режиссёрские и сценарные работы в кино
| 1950 | Освобождённый Китай                   |           |           | ассистент режиссёра                            |
| 1953 | Таинственная находка                  |           |           | второй режиссёр                                |
| 1955 | Земля и люди                          |           |           | второй режиссёр                                |
| 1958 | Память сердца                         | зелёная ✓ |           |                                                |
| 1961 | Евдокия                               | зелёная ✓ |           |                                                |
| 1963 | Им покоряется небо                    | зелёная ✓ |           |                                                |
| 1965 | Рано утром                            | зелёная ✓ |           |                                                |
| 1967 | Три тополя на Плющихе                 | зелёная ✓ |           |                                                |
| 1973 | Семнадцать мгновений весны            | зелёная ✓ |           |                                                |
| 1981 | Мы, нижеподписавшиеся                 | зелёная ✓ |           |                                                |
| 1981 | Карнавал                              | зелёная ✓ | зелёная ✓ | соавтор сценария, совместно с Анной Родионовой |
| 1986 | Конец света с последующим симпозиумом | зелёная ✓ | зелёная ✓ |                                                |

#### Другие работы
- 1952 — спектакль «Седая девушка», по пьесе Хэ Цзинчжи и Дина Ни (совместно с Сергеем Герасимовым и Самсоном Самсоновым) — Театр имени Е. Б. Вахтангова[4][9][11]
- 1953 — пьеса «Голубая звезда» (по мотивам китайских народных сказок) (совместно с Владимиром Беляевым). Постановка была в Московском ТЮЗе; одну из ролей в спектакле исполнил малоизвестный в то время Ролан Быков[10][4].
- 1957 — пьеса «Легенда страны утренней свежести» (по мотивам корейского фольклора) (совместно с Владимиром Беляевым)[4]

#### Участие в фильмах
- 1979 — ВГИК: Педагоги и студенты говорят о профессии (документальный)[32]
- 1998 — Новейшая история. Семнадцать мгновений весны 25 лет спустя (документальный)

## Награды и звания
Государственные награды:
- Заслуженный деятель искусств РСФСР (18 августа 1969) — за заслуги в области советского киноискусства[33]
- орден Трудового Красного Знамени (1969)[4]
- Народная артистка РСФСР (4 сентября 1974) — за заслуги в области советского киноискусства[34]
- Государственная премия РСФСР имени братьев Васильевых (23 декабря 1976) — за многосерийный художественный телевизионный фильм «Семнадцать мгновений весны» (1973) производства Центральной киностудии детских и юношеских фильмов имени М. Горького[35][36]
- орден Октябрьской Революции (28 июня 1982) — за заслуги в производстве советских телевизионных фильмов и активное участие в создании фильма «Семнадцать мгновений весны» (1973)[37]
- орден Дружбы народов[4]
- Народная артистка СССР (26 сентября 1984) — за заслуги в развитии советского киноискусства[38]
- орден Почёта (9 марта 1996) — за заслуги перед государством, многолетнюю плодотворную деятельность в области культуры и искусства[39]
- орден «За заслуги перед Отечеством» III степени (20 июля 1999) — за выдающийся вклад в развитие киноискусства[40]
- Специальный приз президента Российской Федерации (12 июня 2000) — за выдающийся вклад в развитие российского кино[41]
- орден «За заслуги перед Отечеством» IV степени (20 июля 2009) — за большой вклад в развитие отечественного кинематографического искусства и многолетнюю творческую деятельность[42]

Другие награды, премии, поощрения и общественное признание:
- Первый приз МКФ в Довиле, посвящённый теме авиации и космонавтики (1963, Франция) — за фильм «Им покоряется небо» (1963)[36][13]
- Премия Международного католического бюро по кинематографии на МКФ в Мардель-Плата (1968, Аргентина) — за фильм «Три тополя на Плющихе» (1967)[36][13]
- Первая премия ВТФ (1981) — за фильм «Мы, нижеподписавшиеся» (1981)[36]
- Приз бюро Эстонского рекламфильма на ВКФ (1982) — за фильм «Карнавал» (1981)[36]
- Приз оргкомитета кинофестиваля «Московская премьера» (2009) — за преумножение великих кинематографических традиций отечественного кино[36]

## Память
В апреле 2016 года, в Москве на здании киностудии имени М. Горького, в честь Татьяны Лиозновой была установлена и открыта мемориальная доска.
Творчеству и памяти кинорежиссёра посвящены документальные фильмы и телепередачи
- «Татьяна Лиознова. „Дожить до светлой полосы“» («Культура», 2004)[8]
- «Тайны нашего кино. „Карнавал“» («ТВ Центр», 2012)[44]
- «Татьяна Лиознова. „Мгновения“» («Первый канал», 2014)[45][46]
- «Татьяна Лиознова. „Легенды кино“» («Звезда», 2017)[47]
- «Татьяна Лиознова. „Последний день“» («Звезда», 2017)[48]
- «Татьяна Лиознова. „Раскрывая тайны звёзд“» («Москва 24», 2019)[49]
- «„Звёзды советского экрана“: Татьяна Лиознова» («Москва 24», 2019)[50]
- «До и после Штирлица» («Первый канал», 2024)[51][52]